# Фарда, Рихард

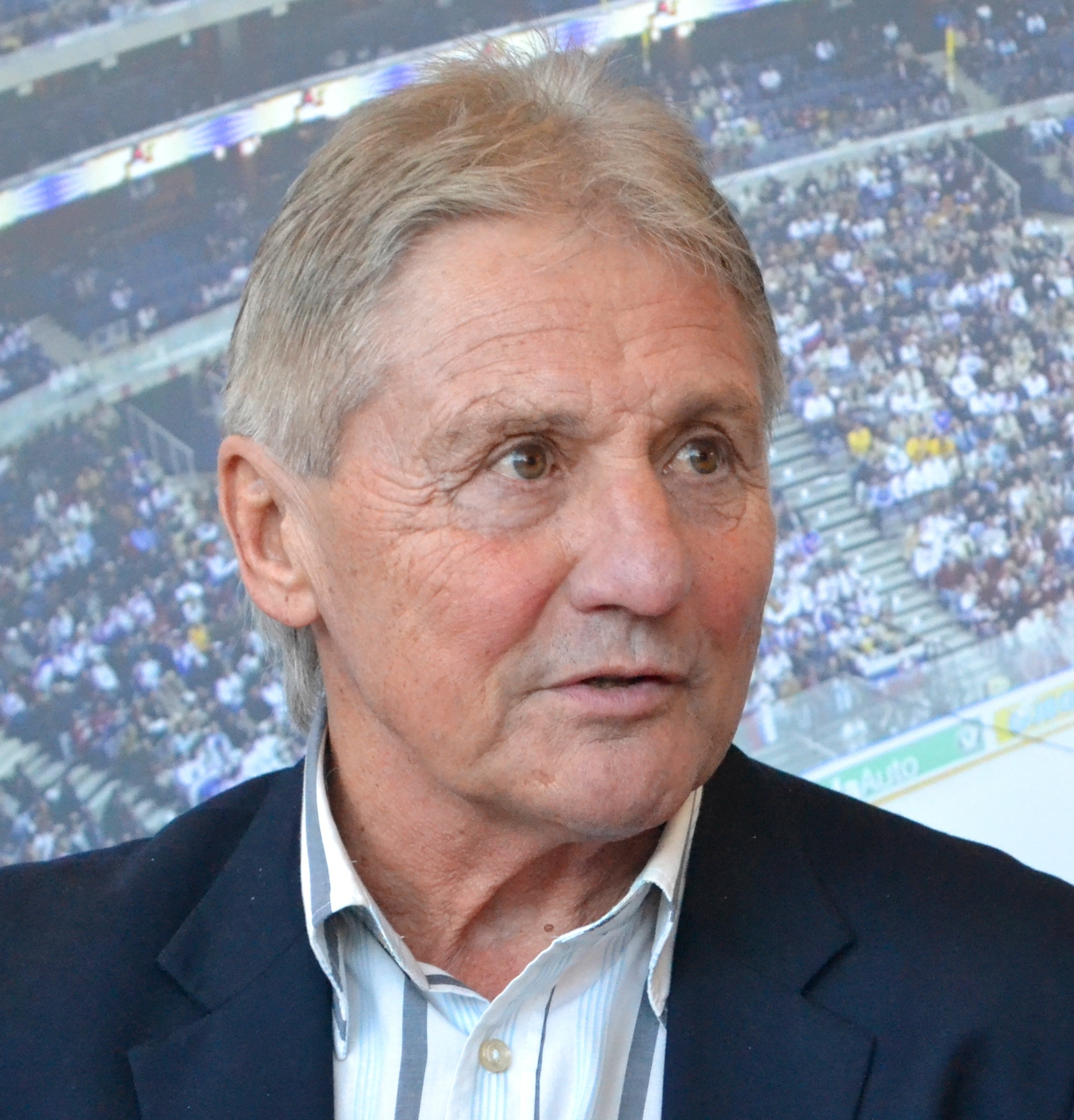
Рихард Фарда (2015)

Рихард Фарда (чеш. Richard Farda; 8 ноября 1945, Брно, Чехословакия) — чехословацкий хоккеист, центральный нападающий.
Выступал за клубы «Дукла» Йиглава (1963-65), ЗКЛ Брно (1965-74). Участник шести чемпионатов мира (1969-74) 53 матча, 15 голов, Олимпиады в Саппоро (1972) 6 матчей 1 гол. Летом 1974 года (вместе с Вацлавом Недоманским) совершил побег в Канаду, где осенью того же года начал выступать за клуб ВХА «Торонто Тороз». За три сезона сыграл в чемпионате ВХА 178 матчей, набрал 130 очков (34+96). В 1977-80 г.г. выступал в швейцарской хоккейной лиге («Серветт» Женева, «Цюрих»). Начиная с 1992 года работал главным тренером нескольких чешских клубов («Оломоуц», «Славия» Прага, «Комета» Брно, «Гавиржов», «Витковице», «Пльзень», «Карловы Вары», «Дукла» Йиглава).

## Достижения
- Чемпион Чехословакии (1966).
- Трехкратный обладатель Кубка европейских чемпионов (1966-68).
- Чемпион мира (1972).
- Двукратный чемпион Европы (1971-72).
- Член Зала славы чешского хоккея.